# Sadove, Sofiivka
Sadove (în ucraineană Садове) este un sat în comuna Jovtneve din raionul Sofiivka, regiunea Dnipropetrovsk, Ucraina.

## Demografie
Componența lingvistică a localității Sadove
     Ucraineană (91,03%)
     Rusă (6,21%)
     Belarusă (1,38%)
     Alte limbi (1,38%)
Conform recensământului din 2001, majoritatea populației localității Sadove era vorbitoare de ucraineană (91,03%), existând în minoritate și vorbitori de rusă (6,21%) și belarusă (1,38%).